# HD158356
HD158356 — хімічно пекулярна зоря спектрального класу A3, що має видиму зоряну величину в смузі V приблизно  9,5.
Вона  розташована на відстані близько 709,0 світлових років від Сонця.